# Melbeck
Melbeck est une commune allemande de l'arrondissement de Lunebourg, Land de Basse-Saxe.

## Géographie
Melbeck se situe le long de l'Ilmenau.
|           | Lunebourg |               |
| Embsen    | Melbeck   | Deutsch Evern |
| Barnstedt | Hanstedt  | Bienenbüttel  |

Melbeck se trouve sur la Bundesstraße 4.

## Histoire
Melbeck est mentionné pour la première fois en 1265.

## Source de la traduction
- (de) Cet article est partiellement ou en totalité issu de l’article de Wikipédia en allemand intitulé « Melbeck » (voir la liste des auteurs).